# Fal·làcia del jugador
La fal·làcia del jugador (també anomenada fal·làcia de Montecarlo o fal·làcia de l'apostador) és una fal·làcia lògica per la qual es creu erròniament que en les activitats aleatòries, com els jocs d'atzar, els successos passats afecten els futurs. Sol incloure alguna de les següents idees, que sorgeixen de forma quotidiana en raonaments sobre probabilitat:
- Un succés aleatori té més probabilitat d'ocórrer quan no ha ocorregut durant un cert període o si no ha ocorregut recentment
- Un succés aleatori té menys probabilitat d'ocórrer quan ja ha ocorregut durant un cert període o si ja ha ocorregut recentment

De forma sintètica, les probabilitats que alguna cosa succeeixi la pròxima vegada, no estan relacionades amb el que va succeir en el passat, particularment en els jocs d'atzar. Aquesta idea se sol resumir amb la frase "Els daus (o la moneda) no tenen memòria", ja que la seva naturalesa és la mateixa, independentment del nombre de tirades i de resultats previs.

## Exemple: Llençar una moneda
Per il·lustrar la fal·làcia se sol utilitzar un llançament de moneda. Si aquesta està equilibrada, la probabilitat que surti cara o creu és sempre del 50%. Per tant, la probabilitat que surtin dues cares seguides és de 0,5*0,5=0,25 (una de cada quatre), la probabilitat que surtin tres cares és de 0,5*0,5*0,5=0,125 (una de cada vuit), i així successivament. Si en una partida un jugador treu quatre cares seguides, podria pensar que és molt difícil que en la següent tirada també surti cara, ja que la probabilitat que això passi és només de 0,5⁵=0,03125 i que per tant només hi ha una probabilitat entre 32 que es repeteixi el resultat.
Aquest és el pas fal·laç del raonament, ja que si la moneda està equilibrada, la probabilitat que surti cara o creu és sempre del 50%. Tot i que la probabilitat d'aconseguir 5 cares seguides és només de 1 entre 32, això és abans de tirar la moneda per primer cop. Després d'això, els quatre primers resultats ja són coneguts i, per tant, no compten. La probabilitat d'aconseguir cinc cares consecutives és exactament la mateixa que la d'aconseguir quatre cares i una creu. Cada un dels dos possibles resultats sempre té la mateixa probabilitat independentment del nombre de cops que la moneda s'hagi llençat abans i dels resultats obtinguts.

## Falsos exemples
Hi ha moltes situacions en què la fal·làcia del jugador podria semblar superficialment aplicable, quan de fet no ho és:
- Quan la probabilitat de successos diferents és no independent, la probabilitat de successos futurs pot canviar segons els resultats dels passats. Un exemple d'això és l'extracció de cartes de la mateixa baralla (sense reposar les que s'extreuen). Si s'extreu una sota, és menys probable que la següent carta extreta sigui una sota i és més probable que sigui qualsevol altre número. Així, les probabilitats d'extreure una sota, suposant que era la primera carta extreta i que no hi ha comodins, s'haurien decrementat de 4/52 (7,69%) a 3/51 (5,88%), mentre que les de treure qualsevol altre número s'haurien incrementat de 4/52 (7,69%) a 4/51 (7,84%).

- Quan la probabilitat de cada resultat no és idèntica, com en el cas d'un dau trucat, un nombre que hagi sortit més vegades en el passat tendeix a continuar així, si és l'afavorit pel pes afegit a el dau. Això pot ser al seu torn una fal·làcia si de fet el dau no està trucat i els jugadors són honestos. Això és un exemple del principi de Hume: vint creus seguides indiquen que és molt més probable que la moneda estigui trucada en lloc que no ho estigui i que el següent llançament tingui un 50% de possibilitats per a cara o creu.

- Quan el resultat de successos futurs es pot veure afectat si es permet que factors externs canviïn la probabilitat dels successos (per exemple, canvis en les regles d'un joc afecten el rendiment d'un equip esportiu). A més, l'èxit d'un jugador debutant pot disminuir a mesura que els equips contraris descobreixen les seves debilitats i les exploten. El jugador llavors ha d'intentar compensar i donar aleatorietat a la seva estratègia, desembocant en la teoria de jocs.

- Moltes endevinalles enganyen el lector fent-lo creure que són un exemple de la fal·làcia del jugador, com el problema de Monty Hall. De manera semblant, si llanço dues monedes i dic que almenys una va sortir cara, quin és la probabilitat que les dues siguin cara? Hom podria respondre que 50%, no? Això és incorrecte: si dic que un dels dos llançaments va ser cara llavors estic eliminant el resultat creu-creu, deixant els resultats cara-cara, creu-cara i cara-creu. Aquests tres resultats tenen la mateixa probabilitat, per la qual cosa cara-cara succeeix una de cada tres vegades (33%). Si hagués especificat que el primer llançament va ser cara, llavors les probabilitats que el segon fos cara seria del 50%.

- La fal·làcia també afecta els analistes de tendències de borsa i inversions, produït per la validació sistemàtica de prediccions errònies d'anàlisi gràfica, basades en una probabilitat mínima del 50% de compliment de la predicció. El que dona significat a les mítiques anàlisi espatlla cap espatlla amb doble sostre en forma de M.